# 横山保太郎
横山 保太郎（よこやま やすたろう、1861年6月20日〈文久元年5月13日〉 - 没年不明）は、日本の政治家、兵庫県神戸市葺合区の地主・家主、兵庫県多額納税者。

## 人物
神戸葺合村に生まれる。三郎右衛門の長男。家は代々農業を営み、保太郎に至り第9世。父は戸長、村会議員等の公職にあって公共の事に尽瘁する。保太郎は1880年、家督を相続する。農業を営み、葺合町第三工区道路改築委員、葺合区会議員である。
区有財産保管委員に挙げられ、9年在職する。町総代として学校の建築、寺院の保存、村社八幡宮の建設等の為に斡旋尽力する。宗教は真宗。資性温厚朴直で、仏教を信仰する。嗜好は旅行。住所は神戸市葺合町、坂口通六丁目。